# Bärbel Bohley

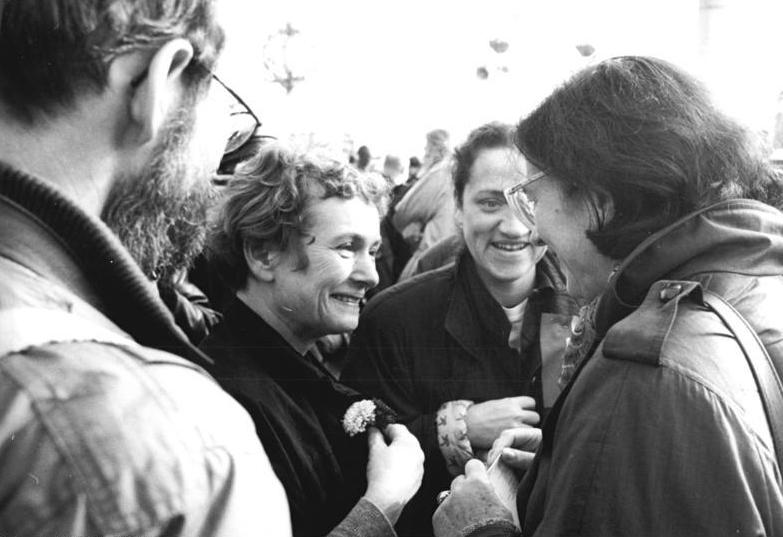
Bärbel Bohley podczas demonstracji w Berlinie, 1989

Bärbel Bohley (urodzona Brosius, 24 maja 1945 w Berlinie, zm. 11 września 2010 w Strasburg/Uckermark, Powiat Vorpommern-Greifswald) – niemiecka działaczka na rzecz praw człowieka, z zawodu malarka, współzałożycielka Nowego Forum NRD.

## Życiorys
Po maturze 1963 zdobyła wykształcenie w dziedzinie handlu artykułami przemysłowymi.
Od roku 1969 studiowała malarstwo w Wyższej Szkole Sztuki w Berlinie-Weissensee. 1970 wyszła za mąż za malarza Dietricha Bohleya i urodziła syna. Od roku 1974 tworzyła jako niezależna artystka. Według jej własnych wypowiedzi, wzorowała się na dziełach Francisca Goi i Käthe Kollwitz.
W roku 1982 utworzyła niezależną grupę inicjatywną „Frauen für den Frieden” (Kobiety dla Pokoju). Rok później została aresztowana i pod zarzutem „zdradzieckiego przekazywania wiadomości” osadzona w więzieniu w Berlinie-Hohenschönhausen.
Według Ministerstwa Bezpieczeństwa NRD chodziło o kontakty z zachodnioniemiecką partią Bündnis 90/Die Grünen (Zielonych). Zabroniono jej pracy twórczej i wystawiania dzieł. W połowie lat osiemdziesiątych utworzyła inicjatywę „Initiative Frieden und Menschenrechte“ (Inicjatywa Pokój i Prawa Człowieka). Została zaliczona do najbardziej niebezpiecznych przeciwników dyktatury partii SED.
W roku 1988 Bärbel Bohley została uwięziona i zmuszona do emigracji. Udało się jej jednak zachować paszport NRD. Po sześciomiesięcznym pobycie w Wielkiej Brytanii powróciła w sierpniu 1988 do NRD.
9 września 1989 jako inicjatorka ruchu Neues Forum (Nowe Forum) podpisała manifest „Die Zeit ist reif“ (Już czas). Zajęła się kontaktami z zachodnioniemieckimi dziennikarzami i zgłosiła działalność forum w Ministerstwie Spraw Wewnętrznych NRD, które początkowo odmówiło rejestracji, i dokonało jej dopiero po wielu demonstracjach poniedziałkowych 8 listopada 1989.
W końcowych dniach NRD w jej mieszkaniu działało biuro organizacyjne ruchów oporu, które wkrótce liczyły 250.000 uczestników.
Po upadku NRD zamieszkała 1996 w Chorwacji w pobliżu Splitu wraz z pochodzącym z Bośni i Hercegowiny nauczycielem Draganem Lukićiem. Po zachorowaniu na nowotwór płuc powróciła 2008 do swojego dawnego mieszkania w Berlinie w dzielnicy Prenzlauer Berg by poddać się leczeniu.
We wrześniu 1990 uczestniczyła w zajęciu biur Stasi w Berlinie przy Normanenstrasse. Udziałem w strajku głodowym wymusiła udostępnienie akt.
Od roku 1996 zaangażowała się w czasie działań wojennych na terytorium byłej Jugosławii i kierowała do roku 1999 urzędem Wysokiego Komisarza ds. Bośni i Hercegowiny. Organizowała pomoc humanitarną dla ofiar wojny.
W roku 2001 powróciła czasowo z Chorwacji, by zająć się wyborami burmistrza Berlina.
W ostatnich dwóch latach życia wygłaszała wykłady o pokojowej rewolucji w NRD i o niedostatkach demokracji.

## Pisma (wybór)
- Englisches Tagebuch 1988. Aus dem Nachlass hrsg. von Irena Kukutz. Mit einem Nachbericht von Klaus Wolfram. BasisDruck Verlag, Berlin 2011, ISBN 978-3-86163-143-9.
- Die Dächer sind das Wichtigste. Mit einem Vorwort von Dr. Helmut Kohl. Ullstein Verlag, 1997, ISBN 3-548-33223-4.
- 40 Jahre DDR und die Bürger melden sich zu Wort. Büchergilde Gutenberg, Frankfurt am Main 1989, ISBN 3-7632-8973-9.